# Eustrotia albigutta
Eustrotia albigutta är en fjärilsart som beskrevs av Emilio Berio 1959. Eustrotia albigutta ingår i släktet Eustrotia och familjen nattflyn. Inga underarter finns listade i Catalogue of Life.